# Hahnia manengoubensis
Hahnia manengoubensis là một loài nhện trong họ Hahniidae.
Loài này thuộc chi Hahnia. Hahnia manengoubensis được Robert Bosmans miêu tả năm 1987.